# الرومانسية في نظرية التطور

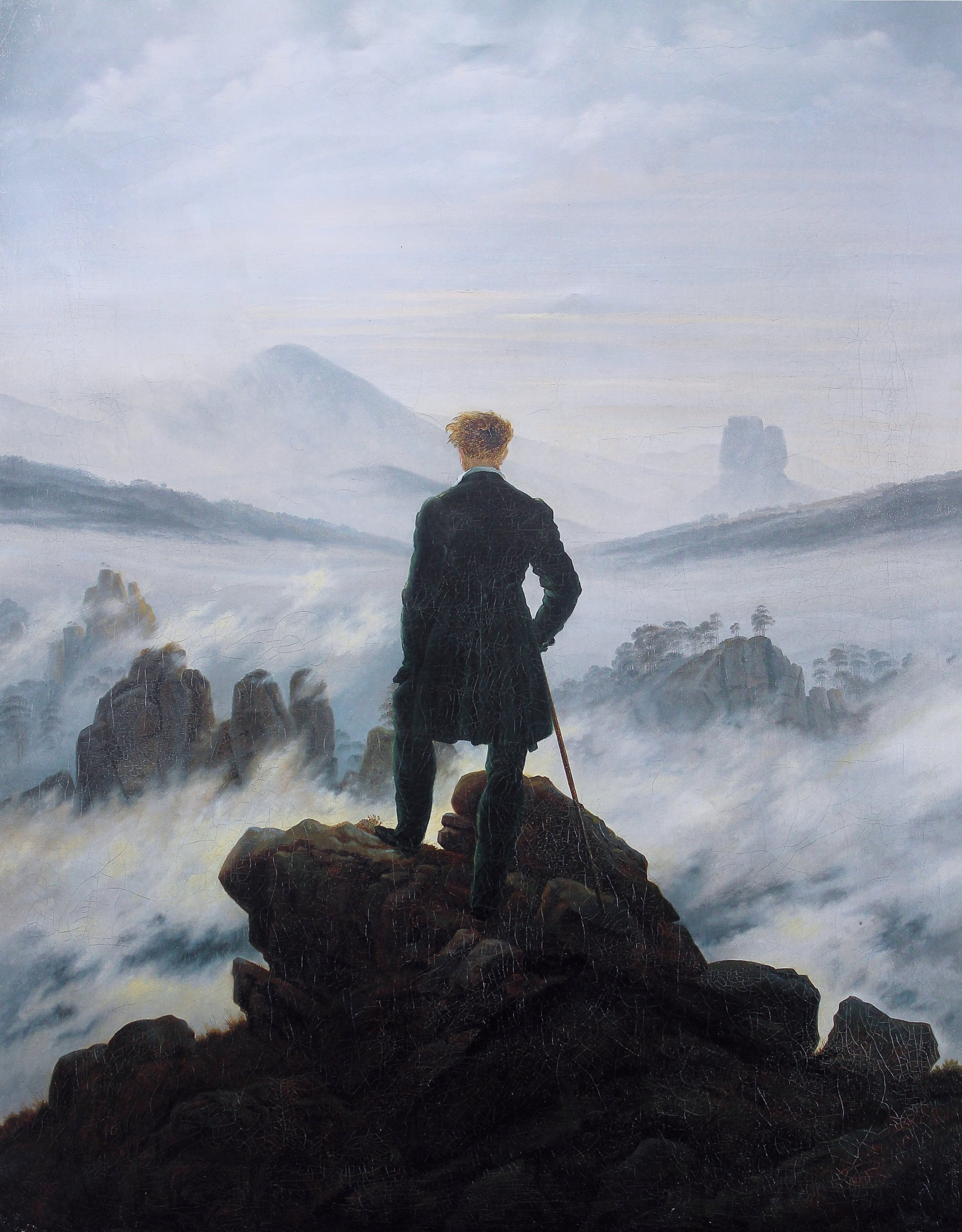
المتجول فوق بحر من الضباب

كانت الرومانسية حركة فكرية نشأت في أواخر القرن الثامن عشر واستمرّت عبر القرن التاسع عشر. كان للحركة جذور في الفنون والأدب والعلوم. اعتُبرت إلى حد بعيد رد فعل إزاء العقلانية المتطرفة خاصة عصر التنوير، إذ أيدَت التعبير عن المشاعر عبر الجماليات والتشديد على الجاذبية المتسامية للعالم الطبيعي.
أنجز المؤرخون عملًا جسيمًا حول كيفية لعب الرومانسية دورًا مهمًا في تطور الفكر التطوري الحديث. أبرزها عمل روبرت جيه. ريتشاردز، وهو أستاذ في جامعة شيكاغو. ساهم ريتشاردز وغيره مساهمة عظيمة في مناقشة كيف تلعب الرومانسية دورًا مهمًا في نظرية التطور، ولا سيما في ما يتعلق بالرومانسية الألمانية.

## ألكسندر فون هومبولت

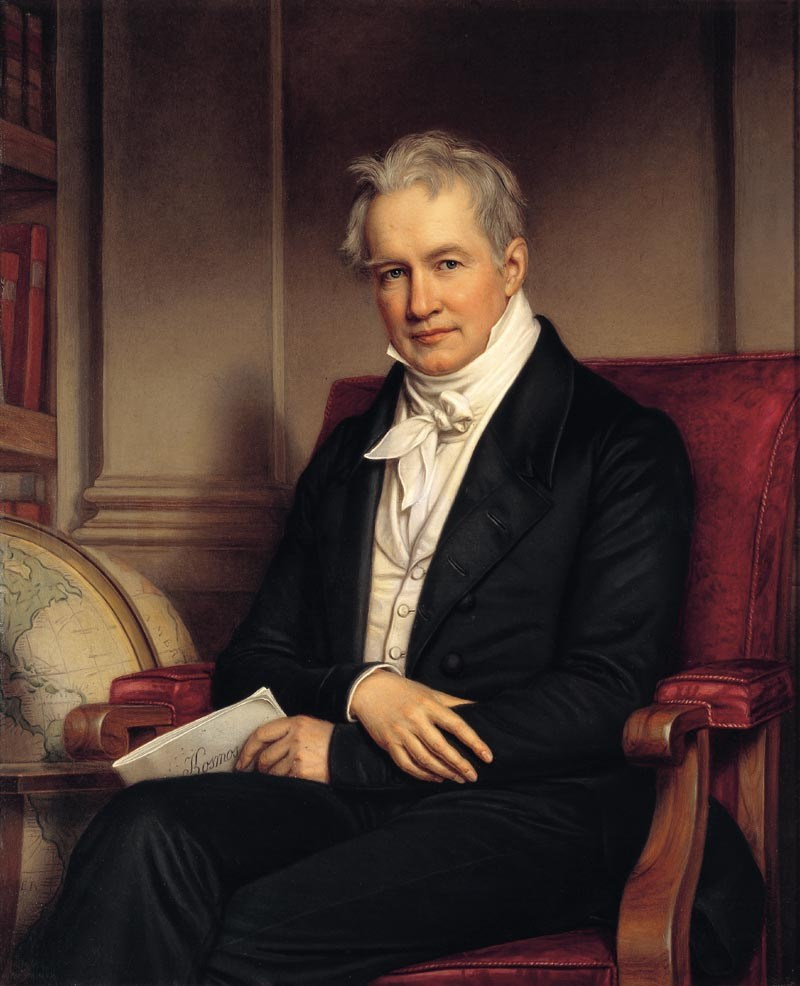
ألكسندر فون هومبولت، رسم جوزيف كارل شتيلر

### الإسهامات الرومانسية في نظرية التطور الداروينيّة
تعرف تشارلز داروين على بحث هومبولت وعلمه خلال دراسته في كامبريدج. من هُنا، أُخذ داروين تحت إشراف أستاذ علم النباتات جون ستيفنز هنسلو (1796 – 1861)، الذي بالغ في تشجيعه على السفر ودراسة الطبيعة. شجع هنسلو داروينَ أيضًا على قراءة مخطوطات ألكسندر فون هومبولت حول استكشاف الطبيعة، وكان عمل هومبولت – جزئيًا على أقل تقدير – ما ألهم فكرة داروين الرومانسية عن السفر والاكتشاف.
في وقت سابق لانطلاق داروين على متن سفينة البيغل، منحه هنسلو الترجمة الإنجليزية لكتاب هومبولت، الذي عنونته المترجمة (هيلين ماريا ويليامز) بحكاية شخصية حول رحلات إلى المناطق الاستوائية الأمريكية. قرأ داروين الحكاية الشخصية لهومبولت مليًّا بينما كان في رحلة الاكتشاف العلمي الخاصة به على متن البيغل.

#### التفاعلات عبر الرسائل
أمضى داروين وهومبولت سنواتهما اللاحقة يتبادلان الرسائل والمخطوطات. كتب هومبولت لداروين بعدما قرأ كتاباته من على متن البيغل: «لقد أخبرتني في رسالتك اللطيفة أنك حينما كنت شابًا، أسهمَت طريقة دراستي وتصويري للطبيعة في المناطق الإستوائية بتأجيج حماستك ورغبتك بالسفر إلى أراضٍ قصيّة، وبالنظر إلى أهمية عملك يا سيدي، ربما يكون هذا أعظم النجاحات التي يمكن لعملي المتواضع تحقيقها، فالأعمال لا تكسب قيمة إلا إذا جرّت أعمالًا أفضل».
التقى الرجلان شخصيًا أخيرًا في عام 1842. توفي هومبولت في عام 1859، قبل ستة أشهر من نشر الطبعة الأولى من كتاب أصل الأنواع. بيّن داروين في رسائل إلى صديقه جوزيف دالتون هوكر أن «مسار حياته بأكمله» كان نتيجة قراءته الحكاية الشخصية لهومبولت وأثنى على هومبولت ثناءً قاطعًا باعتباره «أعظم رحالة عالم في التاريخ».

### الأسلوب الرومانسي في نظرية التطور
كتب المؤرخون أن رؤية هومبولت لتقدير الجماليات والعلم كانت حديثة وشمولية على نحو لا يُصدق نسبة لعصره، ونتيجة لذلك؛ ساهم عمله في تطوير أبحاث الجغرافيا والجيوفيزياء والتاريخ الطبيعي. ذُكر أيضًا أن نهج داروين الجمالي فيما يخص العالم الطبيعي خلال استكشافاته وأبحاثه اللاحقة كان مُستلهمًا من رحلات هومبولت وأدبه.

## يوهان فولفغانغ فون غوته
كان يوهان فولفغانغ فون غوته (28 أغسطس 1749 – 22 مارس 1832) شاعرًا رومانسيًا ألمانيًا وكاتبًا مسرحيًا وروائيًا وعالمًا وفنانًا ودبلوماسيًا ساهمت أعماله مساهمة كبيرة في التاريخ الطبيعي.

### الإسهامات الرومانسية في العلم التطوري

#### المورفولوجيا (علم التشكّل)
في عام 1790، كتب غوته كتاب تحول النباتات وكتاب عن علم التشكل، مبتدعًا بذلك حقل المورفولوجيا العلميّ، وهو فرع دراسة ضمن علم الأحياء يُعنى بالأشكال البنيوية للكائنات الحية. في نصوصه، استخدم غوته المورفولوجيا ليصف التنادد بين أجزاء مختلِف الكائنات الحية (مثالًا: مقارنة ذراع الإنسان بزعنفة الحوت). اقترح غوته أيضًا أن كل التعديلات التكيّفية في أعضاء الكائن الحي كانت متعلقة بمخطط هيكلي، وهو نموذج أصلي مثالي ومشترك. أشار روبرت جيه. ريتشاردز إلى أن كتاب تحول النباتات حوَّل صورة العلوم البيولوجية في حقبته الزمنية. ارتأت المؤرخة جون شتايغرفالد أن مورفولوجيا غوته كانت رومانسية بالسليقة نظرًا لكونها مثالية. تجادل كذلك في أن تجارب غوته في الطبيعة والجماليات كانت العوامل الدافعة إلى افتراضه شكلًا «مثاليًا» (المخطط الهيكلي).

#### إرثه
استخدم التطوريون اللاحقون، بما فيهم كارل غيغنباور وإرنست هيكل، تبايُن النمط الظاهري الذي شُرح للمرة الأولى على يد غوته في نصوصه حول المورفولوجيا للارتقاء بفهم التطور. باعتباره رومانسيًا، مهد غوته الطريق أيضًا أمام علماء رومانسيين على ذات القدر من التأثير، بما فيهم ألكسندر فون هومبولت وفريدريك شيلن. يجادل الأستاذ روبرت جيه. ريتشاردز من جامعة شيكاغو في أن المفاهيم الرومانسية لكل من غوته وشيلن هي ما مهد الطريق أمام فهم للتطوّر متمركز حول الطبيعة.

## إراسموس داروين

### سيرة وجيزة
وُلد إراسموس داروين، جدّ تشارلز داروين، في نوتنغهامشاير في 12 ديسمبر من عام 1731 وتوفي في 18 أبريل من عام 1802. كان طبيبًا وعالم نباتات وشاعرًا ناجحًا ساهم مساهمة جللة في نظرية التطور عبر أعماله بصفته كاتبًا نصيرًا للطبيعة. رغم أنه يُقرن في معظم الأوقات بعصر التنوير وكان مناصرًا متحمسًا للمادية، لكن إسهامات إراسموس داروين الأدبية أشاعت الاهتمام بالعالم الطبيعي، وربطته بالحركة الرومانسية أيضًا.

### الشعر الطبيعانيّ
في أواخر سبعينيات القرن الثامن عشر، ابتعد إراسموس داروين عن عمله بصفته طبيبًا شهيرًا بسبب اهتمامه بعلم النباتات. ألّف في عام 1789 «غراميات النباتات»، ما كان مجموعة من الأبيات الشعرية المتعلقة بنظام علم التصنيف خاصة كارولوس لينيوس، الذي كان إراسموس يجلّه إجلالًا عميقًا. كان هذا الكتاب ناجحًا إلى درجة أن إراسموس داروين ضمه لاحقًا في كتاب الحديقة النباتية (1791)، الذي كان مؤلفًا من قصيدتين: «اقتصاد الغطاء النباتي» و«غراميات النباتات». تتمحور «اقتصاد الأعشاب» حول تطور الجنس البشري عبر التكنولوجيا والإبداع وتجادل في أن التحول الصناعي كان جزءًا من عملية تطورية واحدة.
على العكس، ركزت «غراميات النباتات» على توحيد الطبيعة مع الإنسان عبر تقدير علم النباتات. يحث داروين البشر فيها على دراسة علم النباتات لأن النباتات جزء من العالم الطبيعي نفسه مثل البشر. يُجادل كذلك في أن التناسل الجنسي يُحدث تغيرًا في النمط الظاهري (ما أدرجه حفيده لاحقًا في نظريته الخاصة عن التطور التي طرحها في كتاب أصل الأنواع).
في عام 1794، ألّف إراسموس داروين زونوميا أيضًا، وهو كتاب شعري آخر، وهذه المرة يتناول موضوع الفسيولوجيا البشرية. في هذا المجلد، يقدم إراسموس داروين نفسه على أنه تطوري لاماركي يؤيد نظرية «وراثة الخصائص المكتسبة». اقترح أيضًا نظرية حول شمولية التخلّق في المجلد الثالث من زونوميا، وهي فرضية حثّها تشارلز داروين لاحقًا. النظريات المطروحة في زونوميا هي بعض أُوَل النظريات الرسمية في التطور.

### إسهامات إراسموس داروين المباشرة في نظرية التطور خاصة تشارلز داروين
رغم وفاة إراسموس داروين قبل ميلاد تشارلز داورين بسبع سنوات، لكن داروين الأصغر لم يفتقر إلى تعاليم جده وأعماله. قرأ تشارلز داروين زونوميا حينما كان في 18 من عمره ووجده مُلهمًا. ظل العديد من المواضيع التي كتب عنها إراسموس داروين عالقًا مع تشارلز داروين طوال حياته المهنية بصفته طبيعانيًا، إذ لوحظ أن معظم المواضيع التي نوقشت في زونوميا لها نظائر في كتاب داروين أصل الأنواع.
مع ذلك، حينما تقدم تشارلز داروين بالسن، بدأ يمتعض من عمل إراسموس داروين. في «المقدمة التاريخية القصيرة» لنسخة عام 1860 من أصل الأنواع، شجب داروين اعتقاد لامارك «بقانون التطور التقدمي»، متبوعًا بتذييل: «من الغريب كم هو كبير مدى توقّع جدي، د. إراسموس داروين، لآراء لامارك وأسسه الخاطئة في كتابه زونوميا». واجه إراسموس داروين، لكونه نصيرًا للإلحاد والمادية ورومانسيًا مستفزًا، الكثير من العراقيل في الترويج لآرائه عن التطور رغم نجاحه باعتباره شاعرًا ذا شعبية. واجه لامارك معارضة مشابهة. رغب داروين بتفادي هذا الارتباط، الذي كان ممكنًا أن يعيق شعبيته الخاصة بين العامة والمجتمع العلمي. في عام 1879، كان تشارلز داروين قد صار شديد الاستقطاب في آرائه حول جده إلى حد أنه وقتما كتب سيرة جده تحت عنوان حياة إراسموس داروين، كان فيها قدر كبير من الفظاظة دفع ابنة تشارلز داروين، هنرييت داروين، - على ما يُظن – إلى تحرير نحو 16% من السيرة.